# Nicolás Martelli
Nicolás Martelli (Monterosso al Mare, Génova, 1852 - Buenos Aires, 1930) fue un comerciante, industrial y colono italiano.

## Biografía
Viajó de pequeño a Argentina y se radicó inicialmente en Rosario de Santa Fe. Dedicado a la agricultura, se especializó en los cereales y en el cultivo del lino y del algodón. Fue uno de los primeros colonizadores del norte de la provincia de Buenos Aires. También se ocupó de la industria del alcohol y dirigió una gran fábrica de ácido carbónico y levadura en la Capital Federal.
Fundó en sociedad con Julio Genoud y Juan Benvenuto, la firma Genoud, Benvenuto, Martelli y Cía. Fue uno de los comerciantes más destacados de Buenos Aires y la firma citada, una de las más fuertes. El incremento y desarrollo de las operaciones de la misma se debió en gran parte a la actividad de Martelli.
Fue fundador y presidente durante 18 años de la Cámara Gremial de Cereales de la Bolsa de Comercio y al retirarse en 1925 del ejercicio activo del cargo, fue designado presidente honorario de la Cámara. Fue también fundador de la compañía de seguros La Rural, e integró el directorio de la Unión Industrial Argentina, de la Sociedad Rural y de otras instituciones de fomento.